# Open Data Institute
Het Open Data Institute (ODI) is een stichting die Open Datacultuur wil bevorderen.
In 2012 is deze stichting door professor Nigel Shadbolt van de Universiteit van Southampton en sir Tim Berners-Lee in het Verenigd Koninkrijk opgericht.
Later werden er nog 13 centra wereldwijd geopend.
De stichting werkt samen met OKFN en de Wereldbank.